# Tears (Joseph Williams)
Tears è il nono album in studio nonché il terzo composto da cover del cantante Joseph Williams, pubblicato nel 2007.
Durante le registrazioni dell'album Smiles, che conteneva brani sentimentali, furono incise altre cover, canzoni molto più tristi: da questo prende il nome Tears, che ebbe un buon successo commerciale. La formazione è la stessa del lavoro precedente, con David Harris al pianoforte e Hannah Ruick Williams, Emmy Ray Williams, Amye Williams e Roxann Harris come voci secondarie. Questo album contiene le cover di artisti come Elton John, James Taylor, Eric Clapton, Stevie Wonder e Smokey Robinson.

## Tracce
1. Against All Odds (Take a Look at Me Now) (P. Collins) - 3:27
2. Don't Let Me Be Lonely Tonight (J. Taylor) - 2:50
3. Sorry Seems to Be the Hardest Word (E. John) - 3:37
4. A Whiter Shade of Pale (M. Fisher, G. Brooker, K. Reid) - 4:28
5. Tracks of my Tears (S. Robinson, P. Moore, M. Tarplin) - 3:11
6. All in Love Is Fair (S. Wonder) - 3:35
7. Everytime You Go Away (P. Young) - 4:18
8. Always on My Mind (J. Christopher, M. James, W. C. Thompson) - 3:49
9. All by Myself (E. Carmen) - 5:07
10. Tears in Heaven (E. Clapton) - 4:33
11. She (C. Aznavour) - 3:06
12. My Immortal (B. Moody, A. Lee) - 4:24

## Musicisti
- Joseph Williams - voce principale
- Hannah Ruick Williams - voce secondaria
- Emmy Ray Williams - voce secondaria
- Amye Williams - voce secondaria
- Roxann Harris - voce secondaria
- David Harris - pianoforte